# British Rail Class 465
British Rail Class 465 "Networker" – typ elektrycznych zespołów trakcyjnych produkowanych w latach 1991-1993 przez BREL we współpracy z firmą Metro Cammel (część GEC Alsthom), od 1993 do 1994 przez ABB Rail. Łącznie zbudowano 147 składów. Obecnie jedynym eksploatującym je przewoźnikiem jest firma Southeastern. 

## Linki zewnętrzne

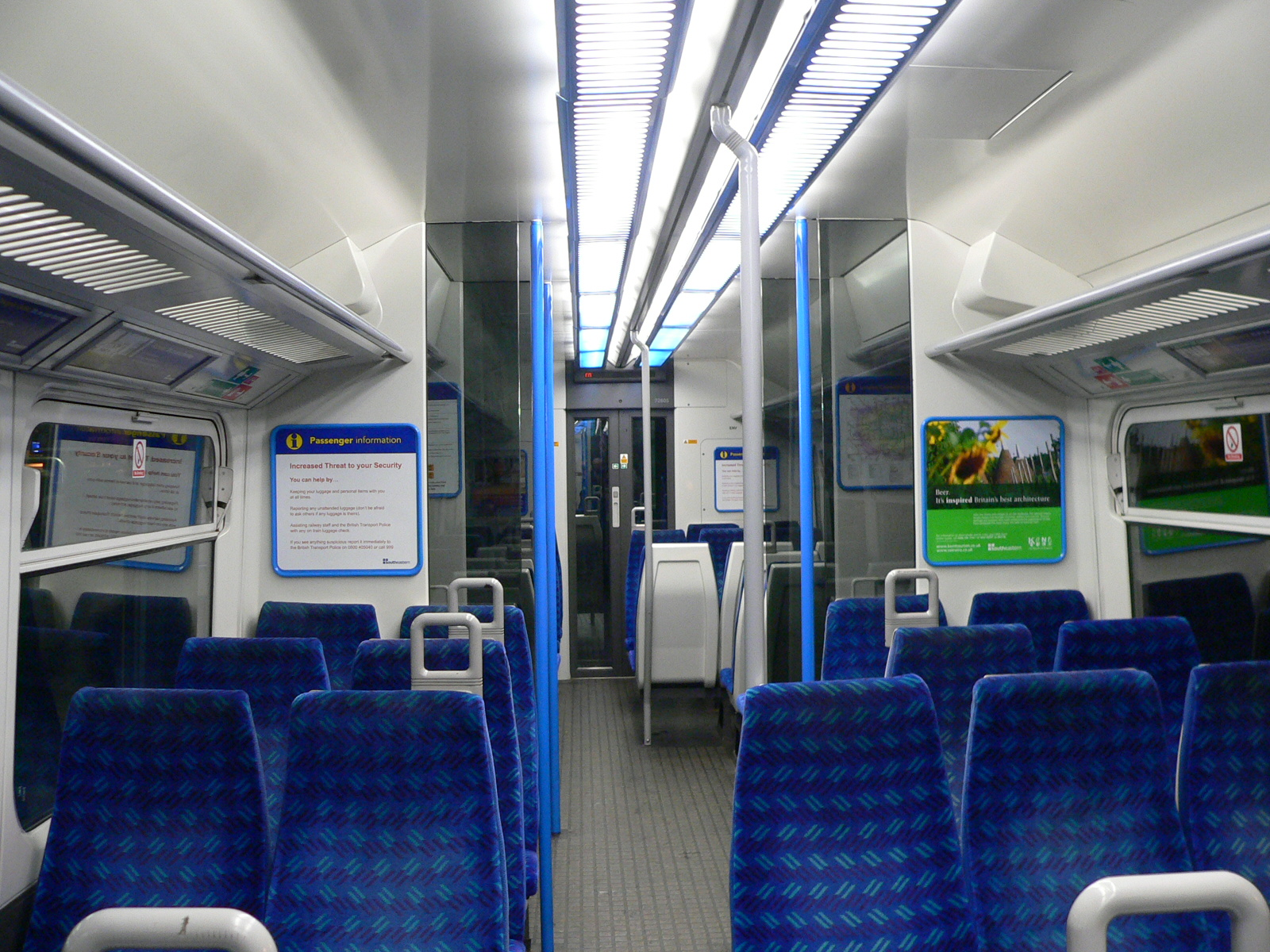
Wnętrze pociągu